# Kalma (deessa)
|  | Aquest article tracta sobre la deessa finesa. Si cerqueu el poble de Rússia, vegeu «Kalma». |

Kalma és la deessa finesa de la mort i la putrefacció i el seu nom significa "La pudor dels cadàvers". Els seus llocs preferits per romandre són els cementiris; de fet, una paraula finlandesa per a cementiri és kalmisto, derivada del seu nom. Algunes fonts afirmen que es mou en un vehicle fet d'olors, com una bufada de fum.
El seu pare és Tuoni i la seva mare Tuonetar. Kalma també pot tenir diverses germanes, Kipu-tyttö, Kivutar, Loviatar i Vammatar, totes elles viuen a l'inframón finlandès de Tuonela. Kalma està acompanyat i protegit per Surma, una criatura semblant a un gos el nom de la qual significa literalment "mort" (tot i que la paraula surma s'utilitza generalment per referir-se a algú que és assassinat, en lloc de morir per causes naturals).
Les seves històries es reciten a l'èpica nacional finlandesa Kalevala.